# Personificació
La personificació o prosopopeia és una figura retòrica que consisteix a atribuir qualitats humanes a éssers no racionals, objectes, fenòmens naturals, etc.

## Exemples literaris
Escolta, Espanya, -la veu d'un fill
que et parla en llengua –no castellana;
parlo en la llengua –que m'ha donat
la terra aspra:
en aquesta llengua –pocs t'han parlat;
en l'altra, massa.
Joan Maragall, de l'Oda a Espanya

La gent del pla diu que a posta
de sol el vent s'agenolla 
(Blai Bonet. JFP)

## Exemples del llenguatge publicitari
| «                     | Beu-te´m. | » |
| — Anunci de Coca-cola |           |   |